# Attention chien marrant !
Attention chien marrant ! est le 10e album de la série de bande dessinée Boule et Bill de Jean Roba. L'ouvrage est publié en 1974.

## Historique
L'album publie les gags des numéros 593 à 632. Ceux-ci ont été prépubliés dans les éditions du journal Spirou no 1177 à 1819 durant les années 1972 et 1973.
En 1999, à l'occasion des 40 ans de la série, la collection a été refondue : les albums, qui comportaient auparavant 64, 56 ou 48 pages, sont uniformisés en 44 planches. Leur nombre passe ainsi de 21 à 24. Ainsi, Attention chien marrant ! , qui avait le numéro 10, porte désormais le n° 15.

## Synopsis
Boule, un petit garçon, a comme meilleur copain Bill, son cocker. Outre Boule, Bill a une autre grande passion : Caroline la tortue.
Les épisodes no 598 à no 605 sont liés par les vacances d'été, exceptionnellement à la montagne, et par la fin de l'été marquée par la canicule dans les gags no 606 à no 609. Ils y retrouvent Bernard, le saint-bernard, précédemment apparu au gag no 393.
Dans le gag no 616, la "valse des patineurs" renvoie au précédent gag no 44. Les gags no 623 et no 626 sont les seuls montrant que la voiture familiale Citroën 2 CV rouge, a été remplacée par une Citroën GS rouge également.
Les épisodes no 624 à no 632 sont liés en se déroulant en hiver.

## Gags
- Grand nettoyage (no 593)
- Mauvais poil
- Salut, les copains !
- Coup de cafard
- Enchères et un os
- Vacherie
- Les montagnards
- A pic  (no 600)
- Les edelweiss
- La fondue
- L'écho
- Ca mord
- Après-vacances
- La nature a horreur du vide
- Trempettes
- On ferme
- Sècheresse
- Taille os, taille os !... (no 610)
- Coin de rue
- Tir à l'arc
- La bise
- Les pas de papa
- Problème ferroviaire
- Taxation
- Timidité
- Inventaire
- Hauts, les marrons
- C'est cuit (no 620)
- Encore un carreau...
- ...d'cassé
- Haute couture
- Enguirlandade
- Avalanche
- Sport d'hiver
- Badinage
- Boule, bill et boules
- Patinage
- Désertion (no 630)
- Descente
- Le nichoir
- Veilleur de nuit
- Porte-bonheur
- Mauvaise lecture
- Chien savant (no 636)

### Éléments humoristiques
Dans l'épisode no 599, Bill et Bernard chantent la chanson Le Vieux Chalet.
Dans le gag no 611, le nom des chiens policiers Eliot, Sherlock, Javert fait référence à des inspecteurs de police célèbres : Eliot Ness, Sherlock Holmes et Javert.
Dans l'épisode no 630, l'harangue de Boule fait référence au siège de Fort Alamo où les défenseurs texans ont affronté le général mexicain Santa Anna.

## Personnages principaux
- Boule, le jeune maître de Bill.
- Bill, le cocker roux susceptible et farceur.
- Caroline, la tortue romantique amoureuse de Bill.
- Pouf, le meilleur ami de Boule.
- Les parents de Boule.

### Articles externes
- « Boule et Bill -10- Attention chien marrant ! », sur bedetheque.com.
- Boule et Bill - Tome 15 : Attention chien marrant ! sur dupuis.com (consulté le 13 mars 2022).